# Puerto de Vigas
Puerto de Vigas är en ort i Mexiko.   Den ligger i kommunen Pinal de Amoles och delstaten Querétaro Arteaga, i den centrala delen av landet, 200 km norr om huvudstaden Mexico City. Puerto de Vigas ligger 1 950 meter över havet och antalet invånare är 197.
Terrängen runt Puerto de Vigas är kuperad åt sydost, men åt nordväst är den bergig. Runt Puerto de Vigas är det ganska tätbefolkat, med 52 invånare per kvadratkilometer. Närmaste större samhälle är Jalpan, 12,3 km öster om Puerto de Vigas. I omgivningarna runt Puerto de Vigas växer i huvudsak blandskog.